# Criodion dejeani
Criodion dejeani là một loài bọ cánh cứng trong họ Cerambycidae.